# Sherbrooke (Nouvelle-Écosse)
Pour les articles homonymes, voir Sherbrooke (homonymie).
Sherbrooke est une communauté rurale du comté de Guysborough, en Nouvelle-Écosse (Canada), qui compte environ 400 habitants. Le village est bâti sur la rive gauche de la rivière Sainte-Marie, à une quinzaine de kilomètres de la côte méridionale de la Nouvelle-Écosse. Il est distant de 60 km d'Antigonish et d'environ 200 km de Halifax.
Sherbrooke est le siège administratif de la Municipalité de district de St. Mary's.

## Économie
L'agriculture (céréales) et la pêche sont les principales activités économiques. Sherbrooke Village, le plus grand musée historique de la province, y est localisé.